# Kanurennsport-Weltmeisterschaften 1987
Die 21. Kanurennsport-Weltmeisterschaften fanden 1987 in Duisburg (Bundesrepublik Deutschland) statt.
Es wurden Medaillen in 18 Disziplinen des Kanurennsports vergeben: sechs Canadier und neun Kajak-Wettbewerbe der Männer sowie drei Kajak-Wettbewerbe der Frauen.

## Ergebnisse

### Männer

#### Canadier
| Event        | Gold                                         | Zeit | Silber                                 | Zeit | Bronze                                          | Zeit |
| ------------ | -------------------------------------------- | ---- | -------------------------------------- | ---- | ----------------------------------------------- | ---- |
| C-1 500 m    | DDR Olaf Heukrodt                            |      | Tschechoslowakei Petr Procházka        |      | Ungarn Attila Szabó                             |      |
| C-1 1000 m   | DDR Olaf Heukrodt                            |      | Bulgarien Martin Marinow               |      | Sowjetunion Ivans Klementjevs                   |      |
| C-1 10.000 m | Jugoslawien Ivan Šabjan                      |      | Ungarn Zsolt Bohács                    |      | Sowjetunion Tachir Kamaletdinow                 |      |
| C-2 500 m    | Polen Marek Łbik Marek Dopierała             |      | Sowjetunion Juri Gurin Walerij Weschko |      | Tschechoslowakei Petr Procházka Alon Lohniský   |      |
| C-2 1000 m   | Sowjetunion Juri Gurin Walerij Weschko       |      | Polen Marek Łbik Marek Dopierała       |      | DDR Ulrich Papke Ingo Spelly                    |      |
| C-2 10.000 m | Dänemark Arne Nielsson Christian Frederiksen |      | Ungarn Robert Ridig Pál Pétervári      |      | Vereinigtes Königreich Andrew Train Steve Train |      |

#### Kajak
| Event        | Gold                                                                          | Zeit | Silber                                                                              | Zeit | Bronze                                                                        | Zeit |
| ------------ | ----------------------------------------------------------------------------- | ---- | ----------------------------------------------------------------------------------- | ---- | ----------------------------------------------------------------------------- | ---- |
| K-1 500 m    | Neuseeland Paul MacDonald                                                     |      | DDR Andreas Stähle                                                                  |      | Tschechoslowakei Attila Szabó                                                 |      |
| K-1 1000 m   | Vereinigte Staaten Gregory Barton                                             |      | Ungarn Ferenc Csipes                                                                |      | Norwegen Morten Ivarsen                                                       |      |
| K-1 10.000 m | Vereinigte Staaten Gregory Barton                                             |      | Tschechoslowakei Attila Szabó                                                       |      | Norwegen Einar Rasmussen                                                      |      |
| K-2 500 m    | Ungarn Ferenc Csipes László Fidel                                             |      | Neuseeland Ian Ferguson Paul MacDonald                                              |      | Schweden Per-Inge Bengtsson Karl Sundqvist                                    |      |
| K-2 1000 m   | Neuseeland Ian Ferguson Paul MacDonald                                        |      | Frankreich Philippe Boccara Pascal Boucherit                                        |      | DDR Thomas Gähme Thomas Vaske                                                 |      |
| K-2 10.000 m | Frankreich Philippe Boccara Pascal Boucherit                                  |      | Dänemark Thor Nielsen Lars Koch                                                     |      | Ungarn Ferenc Csipes Sándor Hódosi                                            |      |
| K-4 500 m    | Sowjetunion Oleksandr Motusenko Serhij Kirsanow Artūras Vieta Wiktor Denissow |      | Polen Robert Chwiałkowski Kazimierz Krzyżański Grzegorz Krawców Wojciech Kurpiewski |      | BR Deutschland Reiner Scholl Thomas Pfrang Volker Kreutzer Thomas Reineck     |      |
| K-4 1000 m   | Ungarn Ferenc Csipes Zsolt Gyulay László Fidel Zoltán Kovács                  |      | Schweden Per-Inge Bengtsson Lars-Erik Moberg Karl Sundqvist Bengt Andersson         |      | Sowjetunion Oleksandr Motusenko Serhij Kirsanow Artūras Vieta Wiktor Denissow |      |
| K-4 10.000 m | Norwegen Harald Amundsen Arne Sletsjøe Morten Ivarsen Arne Johan Almeland     |      | Ungarn Zoltán Berkes Zsolt Böjti Tibor Helyi Kálmán Petrovics                       |      | BR Deutschland Gilbert Schneider Oliver Kegel Carsten Lömker Thomas Reinick   |      |

### Frauen

#### Kajak
| Event     | Gold                                                           | Zeit | Silber                                                    | Zeit | Bronze                                                                            | Zeit |
| --------- | -------------------------------------------------------------- | ---- | --------------------------------------------------------- | ---- | --------------------------------------------------------------------------------- | ---- |
| K-1 500 m | DDR Birgit Fischer                                             |      | Polen Izabella Dylewska                                   |      | Schweden Agneta Andersson                                                         |      |
| K-2 500 m | DDR Anke Nothnagel Birgit Fischer                              |      | Niederlande Annemiek Derckx Annemarie Cox                 |      | Bulgarien Ognjana Petrowa Ivanka Muerowa                                          |      |
| K-4 500 m | DDR Birgit Fischer Anke Nothnagel Ramona Portwich Ines Rudolph |      | Ungarn Erika Géczi Rita Kőbán Katalin Povázsán Éva Rakusz |      | Sowjetunion Irina Waag Olga Slapnia Guinata Scharafurdinowa Snieguolė Narevičiūtė |      |

## Medaillenspiegel
| Rang   | Nation                 | Gold | Silber | Bronze | Gesamt |
| ------ | ---------------------- | ---- | ------ | ------ | ------ |
| 1      | DDR                    | 5    | 1      | 2      | 8      |
| 2      | Ungarn                 | 2    | 6      | 3      | 11     |
| 3      | Sowjetunion            | 2    | 1      | 4      | 7      |
| 4      | Neuseeland             | 2    | 1      | –      | 3      |
| 5      | Vereinigte Staaten     | 2    | –      | –      | 2      |
| 6      | Polen                  | 1    | 3      | –      | 4      |
| 7      | Dänemark               | 1    | 1      | –      | 2      |
| 7      | Frankreich             | 1    | 1      | –      | 2      |
| 9      | Norwegen               | 1    | –      | 2      | 3      |
| 10     | Jugoslawien            | 1    | –      | –      | 1      |
| 11     | Schweden               | –    | 1      | 2      | 3      |
| 12     | Bulgarien              | –    | 1      | 1      | 2      |
| 12     | Tschechoslowakei       | –    | 1      | 1      | 2      |
| 14     | Niederlande            | –    | 1      | –      | 1      |
| 15     | BR Deutschland         | –    | –      | 2      | 2      |
| 16     | Vereinigtes Königreich | –    | –      | 1      | 1      |
| Gesamt | Gesamt                 | 18   | 18     | 18     | 54     |